# Носата батігоподібна змія
Носата батігоподібна змія (Ahaetulla nasuta) — отруйна змія з роду Батігоподібна змія родини полозові. Інші назви «носата деревна змія», «зелена винна змія».

## Опис
Загальна довжина досягає 2 м. Спостерігається статевий диморфізм — самки помітно більші за самців. Голова стиснута з боків, морда досить сильно витягнута та сплощена. Тулуб струнки, тонкий. Хвіст довгий. Очі великі з горизонтальною зіницею. Відмінною особливістю є також дуже сильно витягнута луска тулуба.
Забарвлення досить різноманітне. Найчастіше спина має яскравий салатово-зелений або трав'янисто-зелений колір. Черево світліше, часто жовте.

## Спосіб життя
Полюбляє тропічні ліси. Більшу частину життя проводить у кронах дерев. Активна у денний час. Харчується птахами, деревними жабами, ящірками, рідше наземними гризунами. Отрута не є загрозою для людини.
Це яйцеживородна змія. Самка народжує 5—15 дитинчат.

## Розповсюдження
Мешкає на південному заході Індії, о. Шрі-Ланці, у Бангладеш, М'янмі, Таїланді, Камбоджі, Лаосі, В'єтнамі.